# Angst (Schulze)
Angst is het zeventiende muziekalbum van de Duitse specialist op het gebied van elektronische muziek Klaus Schulze. Het is opgenomen in Hambühren en München. Het is de muziek bij de film van de Oostenrijker Gerald Kargl. De werktitel van zowel muziek als film was Tango, maar had/heeft niets met de dans te maken. In tegenstelling tot het gebruikelijke traject was de muziek er eerder dan de film.

## Musici
- Klaus Schulze – elektronica , slagwerk

## Composities
1. Freeze (6:40)
2. Pain (9:41)
3. Memory (4:51)
4. Surrender (8:45)
5. Beyond (10:10)
6. Silent survivor (31:40)

Silent Survivor is een bonustrack op de geremasterde uitgave van die album in 2006. Het heeft niets met de filmmuziek te maken; het is wel in diezelfde periode opgenomen. De geremasterde albumversie komt gelijk uit met de Dvd-versie van de film.